# Adlisberg
L'Adlisberg (littéralement en allemand : montagne Adlis) est un sommet de faible altitude (701 m) se trouvant principalement sur le territoire de la ville de Zurich, formant sa limite est. Comprise entre les rivières Limmat et Glatt, son plus haut point ne s'élève que de 295 mètres au-dessus du cours de la Limmat.

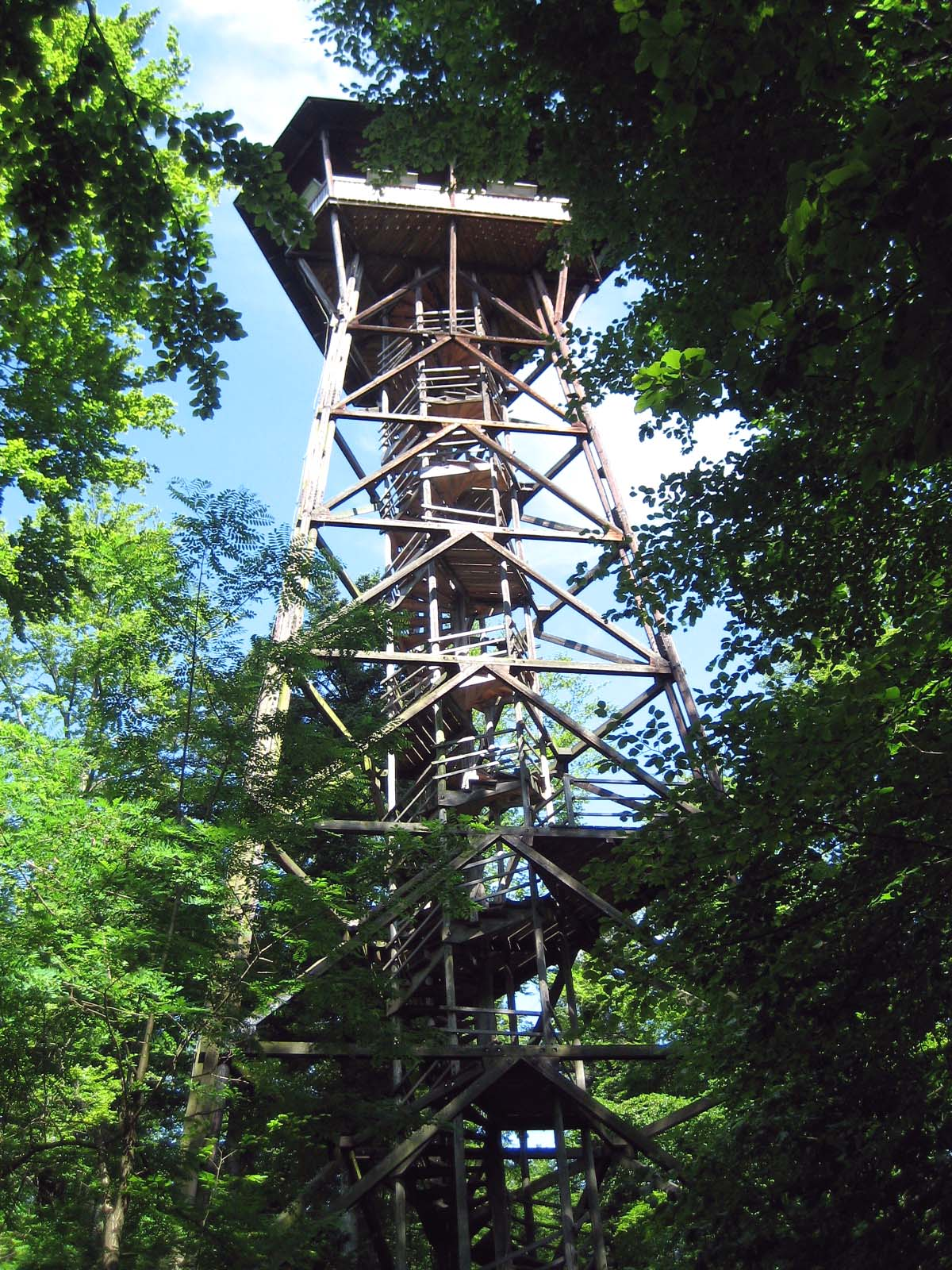
Tour en bois dans la forêt de l'Adlisberg